# 翠雀狸藻
翠雀狸藻（学名：Utricularia delphinioides）為狸藻屬疑似多年生小型至中型食虫植物。其种加词“delphinioides”来源于希腊文“delphis”，指其花朵类似于翠雀属植物的花朵。翠雀狸藻为中南半岛的特有种，存在于柬埔寨、老挝、泰国和越南。翠雀狸藻陆生于沼泽、稻田、潮湿草地或开阔的松树林中，海拔分布范围为0至1300米。克洛维斯·托劳（Clovis Thorel）最先命名了翠雀狸藻。1920年，弗朗索瓦·佩列格林（François Pellegrin）正式描述了翠雀狸藻。1920年还描述了小翠雀狸藻（U. delphinioides var. minor），但彼得·泰勒将该变种归为翠雀狸藻的同物异名。